# Ramírez (película)
Ramírez es una película española dirigida por Albert Arizza. Filmada en alta definición y bajo presupuesto, retrata en estilo documental y cámara en mano la forma de actuar de un psicópata.

## Sinopsis
Ramírez es un joven atractivo, educado y de buena familia que vive en un barrio acomodado y se dedica a la fotografía. Su vida diaria es una muestra de su devenir sin rumbo; aunque él apenas se dé cuenta de ello. Siguiendo la llamada de la noche y su predilección por el sexo exprés, Ramírez encontrará sus mejores planos en los rostros de las jóvenes a las que seduce, desnuda y asesina. Todo cambiará en su carrera criminal al secuestrar a una joven.

## Temas
La pérdida de valores en la sociedad urbana
Ramírez está filmada en estilo documental y cámara en mano, dando mayor realismo a las escenas, como si se tratase de un seguimiento a un psicópata-traficante de verdad, frío, impasible, una historia válida inspirada en hechos reales. Todo el saber está focalizado en él, le conocemos a través de los hechos, es el hilo conductor. Los primeros planos, la contención en los diálogos y una melodía introspectiva e inquietante nos conducen a ver la obscuridad y las emociones del personaje. El espectador es cómplice de un asesino, entra dentro del monstruo sin moralinas, sin efectismo sangriento, ni gore. 
Presentada en el festival de Sitges 08 work-in-progress y siendo la única película española premiada. Premio película revelación.

## Producción

### Equipo Artístico
- Ramírez         Cristian Magaloni
- Galerista       Geraldine Chaplin
- Bruno		Zoe Berriatúa
- Cirujano 	Luis Mesonero
- María		SARA MARTÍN
- Paquita		OLALLA ESCRIBANO
- Falsificador	HUB MARTIN
- Samanta		REYES HIRALDO
- Chica 1 coche	GAELLE DIEGO
- Chica 2 coche	Tacuara Jawa
- Sheila		ANASTASIA MERIAUX
- China		Huichi Chiu
- Traficante	Samuel Sánchez
- Cameos		MAVI DOÑATE, CARLOS DÍEZ, OLIVA ARAUNA, RAKEL BREL, JOHANN WALD

### Equipo técnico
- Director y Guionista		ALBERT ARIZZA
- Productora Ejecutiva		MONIKA GOYANES
- Directores Fotografía		DIMAS ALMENDROS y ALBERT ARIZZA
- Sonido		ALEJANDRO CASTILLO
- Directora Producción		MONIKA GOYANES
- Montaje		ALBERT ARIZZA
- Ayudante Dirección		ANA ANGULO
- Foto Fija		HUB MARTIN
- Compositor Música		JUAN BELDA

## Información de producción
- Formato Rodaje		HD  - Adaptador a 35mm y RED ONE
- Formato proyección		1:1.85
- Duración		95´
- Sonido		DOLBY DIGITAL
- Idioma		CASTELLANO
- Nacionalidad		ESPAÑOLA
- Género		SUSPENSE
- Localizaciones		MADRID, SEGOVIA, TOLEDO
- Producción		CINEMA RESISTANCE

## Premios
- Premio película revelación: Festival de Sitges 2008
- Premio Mejor Director: Festival de Málaga 2009

- Datos: Q6099368